# Судебная система Исландии
Судебная система Исландии (исл. Dómskerfi Íslands, [ˈtoumsˌkʰɛrvɪˈistlans]) — система всех судов, осуществляющих в Исландии судебную власть посредством конституционного, гражданского, административного и уголовного судопроизводства. Функционирование судебной системы обеспечивается независимой Исландской судебной администрацией (исл. Dómstólasýsla), основанной в 2018 году и подотчетной Исландскому правительству.

## Основные положения
Судебная власть в Исландии осуществляется посредством судопроизводства и только судами в лице судей и привлекаемых в установленном законом порядке к осуществлению правосудия в специальных судах депутатов Альтинга. Никакие другие органы и лица не имеют права принимать на себя осуществление правосудия. Суды в Исландии самостоятельны и действует независимо от законодательной и исполнительной властей.
Судебная система Исландии устанавливается следующими актами:
- Конституцией Исландии от 17 июня 1944 года.[1]
- Законом Исландии о судах от 7 июня 2016 года.[2]
- Гражданским процессуальным кодексом Исландии[3]
- Уголовно-процессуальным кодексом Исландии[4]
- Постановлением об апелляционных материалах по гражданским делам.[5]
- Постановлением о материалах по гражданских делах.[6]
- Постановлением о материалах по уголовных делах.[7]
- Постановлением о страховании судебных издержек.[8]
- Правилам подачи жалоб и апелляций.[9]
- О публикации приговоров и определений на сайтах судов.[10]

## Общая схема судебной системы
С 2018 года в Исландии существует три уровня судебной системы:
- Окружные суды — суды первой инстанции; самый низкий судебный уровень.
- Национальный апелляционный суд — суд второй инстанции и апелляционный суд; средний судебный уровень.
- Верховный суд Исландии — суд высшей инстанции, кассационный и конституционный суд; высший судебный уровень.

Существуют также два специальных суда:
- Суд по трудовым спорам— суд первой инстанции в ведении которого находятся трудовые конфликты и арбитраж
- Национальный суд— высокий суд, который рассматривает дела о преступлениях членов Правительства Исландии.

Все судебные иски (кроме дел о трудовых спорах и преступлениях министров) в Исландии начинаются в окружных судах, которых восемь и они расположены по всей стране. Заключение окружного суда может быть обжаловано в Национальном апелляционном суде при соблюдении особых условий для обжалования. В большинстве случаев окончательным решением по делу является решение Национального апелляционного суда. Лишь в особых случаях и после получения разрешения Верховного суда решение апелляционного суда может быть обжаловано в Верховном суде, который является судом высшей инстанции страны. Всего в Исландии 64 судьи, 42 из которых работают в восьми окружных судах. Национального апелляционный суд Исландии состоит из пятнадцати судей, а Верховный суд Исландии из семи.

## История
Сигюрдюр Нордаль говорил в своей книге «Íslensk menning», что в Исландии принято описывать зарождение государства и создание судебной системы как «безупречную концепцию общей потребности исландского общества в законе и справедливости…»